# Turistická značená trasa 2214
 Turistická značená trasa 2214 je 5,5 km dlouhá modře značená trasa Klubu českých turistů v okrese Šumperk přibližující Červenohorské sedlo se Švýcárnou. Její převažující směr je jihovýchodní. Trasa je vedena CHKO Jeseníky.

## Průběh trasy
Turistická trasa 2214 má svůj počátek v Červenohorském sedle na rozcestí s trasou 0604 ze Šeráku na Praděd a žlutě značenou trasou 7803 z Koutů nad Desnou do Filipovic. Trasa 2214 tvoří v celé své délce méně sklonově náročnou alternativu k hřebenové trasa 0604.
Trasa 2214 počíná v centru zástavby sedla, v souběhu s ostatními trasami překonává most přes silnici I/44 a pak již samostatně klesá k autobusové zastávce. Za ní se od hlavní silnice odpojuje zpevněná vrstevnicová cesta, kterou trasa 2214 ve většině své délky sleduje. Velkým obloukem z jihu obchází Velký Klínovec a z jihozápadu Výrovku. V sedle za ní se trasa 2214 téměř dotýká s hřebenovkou 0604 a je zde mezi nimi možný přechod. Poté opouští hlavní cestu a po pěšinách překonává jihozápadní rozsochu Malého Jezerníku. Poté končí na rozcestí Kamzík se zeleně značenou trasou 4811 z Koutů nad Desnou, po které je možno pokračovat dále na Švýcárnu a Praděd.

## Historie
Z rozcestí U Výrovky pokračovala trasa po zpevněné cestě k jihu až téměř k rozcestí Petrovka na trase 4811, poté stoupala lesní pěšinou k východu ke styku se současným vedením trasy.

## Turistické zajímavosti na trase
- Červenohorské sedlo
- Vyhlídková místa v jižním svahu hlavního hřebene Hrubého Jeseníku